# 로키 마운틴 오이스터
로키 마운틴 오이스터(미국 영어: Rocky Mountain oyster) 또는 프레어리 오이스터(캐나다 영어: prairie oyster)는 북아메리카에서 우랑(쇠불알) 튀김을 일컫는 말이다.

## 같이 보기
- 수프 넘버 파이브